# 硫化モリブデン(IV)
硫化モリブデン(IV)（りゅうかモリブデン よん、英: molybdenum(IV) sulfide）はモリブデンの硫化物で、組成式が MoS2 と表される黒色の固体である。一般的には二硫化モリブデンと呼ばれる。輝水鉛鉱（輝モリブデン鉱）として天然に産出する。固体潤滑剤としてエンジンオイルの添加物等に用いられることがある。

## 結晶構造
硫化モリブデン(IV)は六方晶型の層状結晶構造を持ち、各層はモリブデンの層の両面を硫黄で挟んだ格好になっている。モリブデンと硫黄の結合が強固であるのに対し、層と層を繋ぐ硫黄同士の結合は弱いため、せん断力が加わると容易に層間がすべる。このため摩擦係数が低くなり、潤滑性を発揮する。

## 製造法
潤滑剤として用いられる硫化モリブデン(IV)粉末は、天然の輝水鉛鉱を粉砕し、精製して不純物を取り除くことによって製造される。
よって微粒子は粉砕する事で容易に得られるが、大粒径のものは輝水鉛鉱の粒径に依存するため得られにくい。

## 用途
潤滑用途では硫化モリブデン(IV)は比較的高い耐熱性と高い耐荷重性を持つため高温・高荷重下で使用されるグリースやオイルなどに添加される事が多い。また似た特性を持つグラファイトと併用して使用される事も多い。油脂への添加以外では硫化モリブデン(IV)を何らかの方法で摩擦面に定着させ乾性皮膜（ドライフィルム）を形成することで素材に潤滑性・耐摩耗性を付加させるという使われ方もされる。こちらの用途としては特にワイパーのビビり防止剤やブレーキシューの鳴き止剤等として知られている。
真空中や油脂類を使用できない環境での潤滑も可能なため皮膜などと言った形で宇宙分野でも利用されている。真空中においては大気中よりも摩擦係数が低く耐摩耗性に優れ、酸化しないためさらに高温までの使用も可能となる。その結果、真空中では大気中に比べ耐久性が高く寿命も長い。
大気中においても乾燥雰囲気においては摩擦係数は低い、しかし湿度が上がると摩擦係数が増加、また劣化も進みやすい。水分が介在する環境においても同様の傾向がある。この点は同じ層状の形態ではあるものの水蒸気によって摩擦特性が発揮されるグラファイトとは対照的といえる。
以上の高温や環境雰囲気による酸化・劣化からの潤滑性の低下は酸化モリブデン(VI)（三酸化モリブデン）が生成される事により起因するとされる。この三酸化モリブデンは必ずしも摩擦特性が低いというわけではないため、変わらず固体潤滑剤と捉えるかアブレシブ摩耗を生じる異物とするかは評価が分かれる。なお三酸化モリブデンへの変化の過程で硫化水素などが生成される事もあるため使用環境によっては注意が必要となる。
自動車用エンジンオイルに添加され使用される事もあるが、固体であるがため分散性の問題や沈殿、オイルラインの詰まりなどの不具合を起こす可能性、オイルの色を変化させてしまうなどの理由から近年では製造時に添加される事は稀となっている。現在では可溶性で少ない添加量でほぼ同様の効果を発揮する有機モリブデン（ジチオリン酸モリブデンやジチオカルバミン酸モリブデン）が主流である。ただし量販店やホームセンターなどで見かけるユーザーが投入するタイプの添加剤においては硫化モリブデン(IV)を使用した商品が今なお多く流通している。
また二硫化モリブデンはエネルギーバンドギャップがあり、熱的に安定で、キャリアの移動度が高く、製造技術ではCMOSプロセスと互換性があり、電流のオン/オフ比が極めて高い半導体として使用できる可能性が発表されている。